# Božidar Vranicki
Božidar Vranicki (1903. - u. Split, 10. prosinca 1980.), hrvatski zagonetački velemajstor, Radio je kao kazališni glumac i pjevač. "Otac" je splitske enigmatike. Po njemu se zove splitski Enigmatski klub Božidar Vranicki, osnovan 1982. godine.
Bio je doajen zagonetaštva u Hrvatskoj i bivšoj Jugoslaviji. Prvi je Čvorov zagonetački velemajstor (Vinkovci, 1969.). Koncem 1918. godine objavio je svoju prvu premetaljku u zagrebačkom Ilustrovanom listu (kao Božidar Wranitzky). U Anđelu čuvaru početkom 1919. objavio je jedan logogrif. U međuratnom razdoblju objavljivao je zagonetke i u zagonetačkim rubrikama časopisa Dom i svijet (1923./20), Pariškoj modi (1924. – 1925./7) i Svijetu (1933. – 1934./27). Stvorio je razne zagonetke, najviše u raznim premetaljkaškim kombinacijama praćene s uspješnim stihovima. Leksikon zagonetača Jugoslavije sadrži opsežnu odrednicu o Vranickom. Šezdeset i dvije godine sastavljao je zagonetke je sastavljao gotovo 62 godine. Slao ih je iz Banje Luke, Sente, Splita i Zagreba.
Javnosti je poznat po ulozi u austrougarskog liječnika koji je novačio momke u Velome mistu. Glumio i u filmovima Lito vilovito, Nedjelja, Stepenice hrabrosti.
Bio je tekstopisac i aranžer na albumima klapskih pjesama (klape Brodomerkur, DC Vranjic, Lučica, Grupa Dalmatinaca Petra Tralića, Festival dalmatinskih klapa Omiš, Trogir). Skladbe su mu izvodili Zdenka Vučković i Marko Novosel na Melodijama Jadrana. Pisao stihove za skladbe za djecu. Pisao stihove za tanga, fokstrote i dr. Uvršten u antologije najpopularnijih dalmatinskih pjesama.